# Niels Davidsen-Nielsen
Niels Gunnar Davidsen-Nielsen (født 14. september 1937 i Arrild) er en dansk sprogforsker, professor emeritus ved CBS og tidl. formand for Dansk Sprognævn og klummeskribent ved Kristeligt Dagblad.
Han har tre børn, heraf Mette Davidsen-Nielsen og Hans Davidsen-Nielsen.

## Tidlige liv
Niels Davidsen-Nielsens forældre var sognepræsten Laurids Nielsen og musikpædagogen Betty Nielsen (født Davidsen). I skoletiden pjækkede han en del fordi han bedre kunne lide bl.a. at tegne end at læse lektier. Han formåede dog at klare sig godt nok til at kunne begynde på gymnasiet derefter. Han blev student fra Sønderborg Statsskole i 1955, og derefter aftjente han værnepligt i flyvevåbnet 1956-58. I 1963 blev han gift med Marianne Davidsen-Nielsen.

## Karriere
Niels Davidsen-Nielsen blev i 1966 cand.mag i engelsk og idræt fra Københavns Universitet, hvor han også blev cand.art. i fonetik i 1969 og i 1979 dr.phil. Han havde 1966-1984 ansættelse som amanuensis og senere lektor hos Københavns Universitet. Han var også ansat som ekstern lektor i engelsk på Odense Universitet i 1970-71. I 1985 blev professor i engelsk ved Copenhagen Business School. Han har derudover haft udlandsophold på Tufts University 1971-72, Cambridge University 1980 og 1993-94. Han var professor ved CBS indtil 2005. Han er især kendt for sin bog Engelsk udtale i hovedtræk. I 1997 blev der udgivet et festskrift med titlen Sounds, Structures and Senses for ham i anledning af hans 60-års-fødselsdag. I 2007 blev der udgivet et andet festskrift med titlen Ved lejlighed for ham, da han blev 70 år.
Han blev personligt medlem af Dansk Sprognævn i 1991 pga. sit kendskab til forholdet mellem engelsk og dansk. I 1999 blev han næstformand og i perioden 2003-2009 var han formand for sprognævnet, hvor han fokuserede på dansks domænetab, men også blev en del af "kommakrigen".
I 2012-2017 skrev han klummen Eftertanken for Kristeligt Dagblad, og et udvalg af klummerne er udgivet som bogen Ordet på bordet fra 2018. Derudover har han været fagkonsulent for Den Store Danske indenfor engelsk.

## Medlemskaber og hæder
I 1999 blev Niels Davidsen-Nielsen ridder af Dannebrog. Han er derudover optaget i Kraks Blå Bog og medlem af en støttekomite for udgivelsen af en engelsk oversættelse af Højskolesangbogen.
Han har været medlem af International Association of University Professors of English 1990-2004, Det Danske Kulturinstituts repræsentantskab 1987-2001, den sprogpolitiske referencegruppe for Nordisk Ministerråd 1999-2003, heraf som formand 2000-2001, samt Nordens Sprogråd 2004-2005. Han var æresrådgiver for EFNIL 2009-2013, og redaktør for Copenhagen Studies in Language 1986-2004.